# Gatuzières
Gatuzières est une commune française située dans le sud du département de la Lozère en région Occitanie.
Exposée à un climat de montagne, elle est drainée par la Jonte et par divers autres petits cours d'eau. Incluse dans les Cévennes, la commune possède un patrimoine naturel remarquable : un site Natura 2000 (« les Cévennes ») et huit zones naturelles d'intérêt écologique, faunistique et floristique.
Gatuzières est une commune rurale qui compte 52 habitants en 2022, après avoir connu un pic de population de 302 habitants en 1836. Ses habitants sont appelés les Gatuziérois ou  Gatuziéroises.

## Géographie

### Communes limitrophes
Les communes limitrophes sont  Bassurels, Fraissinet-de-Fourques, Hures-la-Parade, Meyrueis, Rousses et Vebron.
| Hures-la-Parade | Vebron     |                        |
|                 | Gatuzières | Fraissinet-de-Fourques |
| Meyrueis        |            | Rousses, Bassurels     |

### Climat
Pour des articles plus généraux, voir Climat de l'Occitanie et Climat de la Lozère.
En 2010, le climat de la commune est de type climat de montagne, selon une étude s'appuyant sur une série de données couvrant la période 1971-2000. En 2020, Météo-France publie une typologie des climats de la France métropolitaine dans laquelle la commune est exposée à un climat de montagne ou de marges de montagne et est dans la région climatique Sud-est du Massif Central, caractérisée par une pluviométrie annuelle de 1 000 à 1 500 mm, minimale en été, maximale en automne.
Pour la période 1971-2000, la température annuelle moyenne est de 8,4 °C, avec une amplitude thermique annuelle de 15,9 °C. Le cumul annuel moyen de précipitations est de 1 215 mm, avec 10,9 jours de précipitations en janvier et 5,4 jours en juillet. Pour la période 1991-2020, la température moyenne annuelle observée sur la station météorologique installée sur la commune est de 9,9 °C et le cumul annuel moyen de précipitations est de 947,4 mm,. Pour l'avenir, les paramètres climatiques de la commune estimés pour 2050 selon différents scénarios d'émission de gaz à effet de serre sont consultables sur un site dédié publié par Météo-France en novembre 2022.
| Mois                                  | jan.           | fév.           | mars           | avril         | mai         | juin          | jui.          | août          | sep.          | oct.          | nov.          | déc.           | année      |
| ------------------------------------- | -------------- | -------------- | -------------- | ------------- | ----------- | ------------- | ------------- | ------------- | ------------- | ------------- | ------------- | -------------- | ---------- |
| Température minimale moyenne (°C)     | −1,1           | −1,3           | 1,1            | 4,1           | 6,9         | 10,5          | 12,6          | 12,5          | 9,4           | 6,6           | 3             | 0,1            | 5,4        |
| Température moyenne (°C)              | 2,1            | 2,5            | 5,5            | 8,9           | 11,8        | 16            | 18,5          | 18,6          | 14,9          | 10,9          | 6,1           | 3,3            | 9,9        |
| Température maximale moyenne (°C)     | 5,3            | 6,3            | 9,9            | 13,8          | 16,7        | 21,4          | 24,4          | 24,7          | 20,3          | 15,1          | 9,3           | 6,4            | 14,5       |
| Record de froid (°C) date du record   | −12,8 18.01.13 | −15,3 05.02.12 | −11,1 09.03.10 | −6,7 04.04.22 | −1 07.05.19 | 3,2 08.06.19  | 6,2 15.07.16  | 5,8 28.08.11  | 1 27.09.10    | −4,7 29.10.12 | −8,5 17.11.07 | −11,9 04.12.10 | −15,3 2012 |
| Record de chaleur (°C) date du record | 18,6 01.01.22  | 23,2 27.02.19  | 23,2 17.03.14  | 26,3 07.04.11 | 28 22.05.22 | 37,4 28.06.19 | 34,5 07.07.15 | 38,1 23.08.23 | 30,2 10.09.23 | 28,1 07.10.23 | 21,4 06.11.15 | 19,7 02.12.15  | 38,1 2023  |
| Précipitations (mm)                   | 75,8           | 55,4           | 75,1           | 99,6          | 94,2        | 63,1          | 69,7          | 49,4          | 53,4          | 110,9         | 138,9         | 61,9           | 947,4      |

### Milieux naturels et biodiversité

#### Espaces protégés
La protection réglementaire est le mode d’intervention le plus fort pour préserver des espaces naturels remarquables et leur biodiversité associée,.
Dans ce cadre, la commune fait partie de la zone cœur du Parc national des Cévennes. Ce  parc national, créé en 1967, est un territoire de moyenne montagne formé de cinq entités géographiques : le massif de l'Aigoual, le causse Méjean avec les gorges du Tarn et de la Jonte, le mont Lozère, les vallées cévenoles ainsi que le piémont cévenol.
Les Cévennes sont également un territoire reconnu réserve de biosphère par l'UNESCO en 1985 pour la mosaïque de milieux naturels qui la composent et qui abritent une biodiversité exceptionnelle, avec 2 400 espèces animales, 2 300 espèces de plantes à fleurs et de fougères, auxquelles s’ajoutent d’innombrables mousses, lichens, champignons,.

#### Réseau Natura 2000

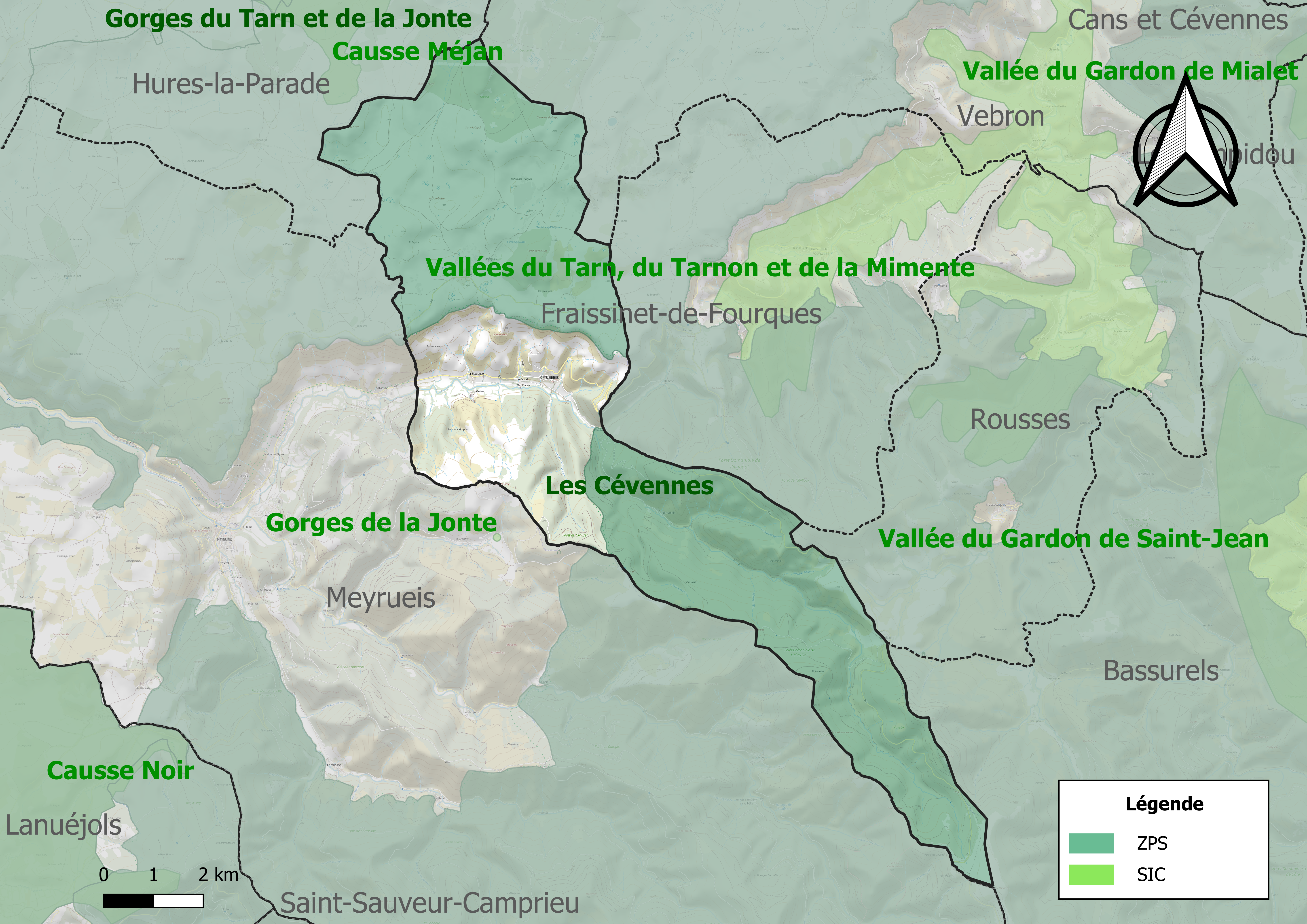
Sites Natura 2000 sur le territoire communal.

Le réseau Natura 2000 est un réseau écologique européen de sites naturels d'intérêt écologique élaboré à partir des directives habitats et oiseaux, constitué de zones spéciales de conservation (ZSC) et de zones de protection spéciale (ZPS).
Un site Natura 2000 a été défini sur la commune au titre  de la directive oiseaux : « les Cévennes », d'une superficie de 92 044 ha, correspondant précisément à la zone centrale du parc national des Cévennes et rassemblant plusieurs ensembles distincts. La diversité des milieux et des paysages permet le maintien d'une avifaune riche et diversifiée : au total, 135 espèces d'oiseaux, dont 22 inscrites à l'annexe 1 de la directive 79-409-CEE, recensées dans la zone centrale du parc, dont une vingtaine d'espèces de rapaces diurnes et sept nocturnes.

#### Zones naturelles d'intérêt écologique, faunistique et floristique
L’inventaire des zones naturelles d'intérêt écologique, faunistique et floristique (ZNIEFF) a pour objectif de réaliser une couverture des zones les plus intéressantes sur le plan écologique, essentiellement dans la perspective d’améliorer la connaissance du patrimoine naturel national et de fournir aux différents décideurs un outil d’aide à la prise en compte de l’environnement dans l’aménagement du territoire.
Cinq ZNIEFF de type 1 sont recensées sur la commune :
- le « chaos dolomitique de Nîmes-le-vieux » (288 ha), couvrant 3 communes du département[16] ;
- la « haute vallée de la Jonte » (872 ha)[17] ;
- les « pelouses du Mont Aigoual » (164 ha), couvrant 4 communes dont une dans le Gard et trois dans la Lozère[18] ;
- les « plaines de Saubert et de la combette » (537 ha), couvrant 3 communes du département[19] ;
- la « rivière de la Jonte entre la Bragouse et Meyrueis » (14 ha), couvrant 2 communes du département[20] ;

et trois ZNIEFF de type 2, : 
- le « causse Méjean » (33 342 ha), couvrant 13 communes du département[21] ;
- les « gorges de la Jonte » (4 568 ha), couvrant 8 communes dont deux dans l'Aveyron et six dans la Lozère[22] ;
- le « massif de l'Aigoual et du Lingas » (28 495 ha), couvrant 17 communes dont 12 dans le Gard et cinq dans la Lozère[23].

Cartes des ZNIEFF de type 1 et 2 à Gatuzières.
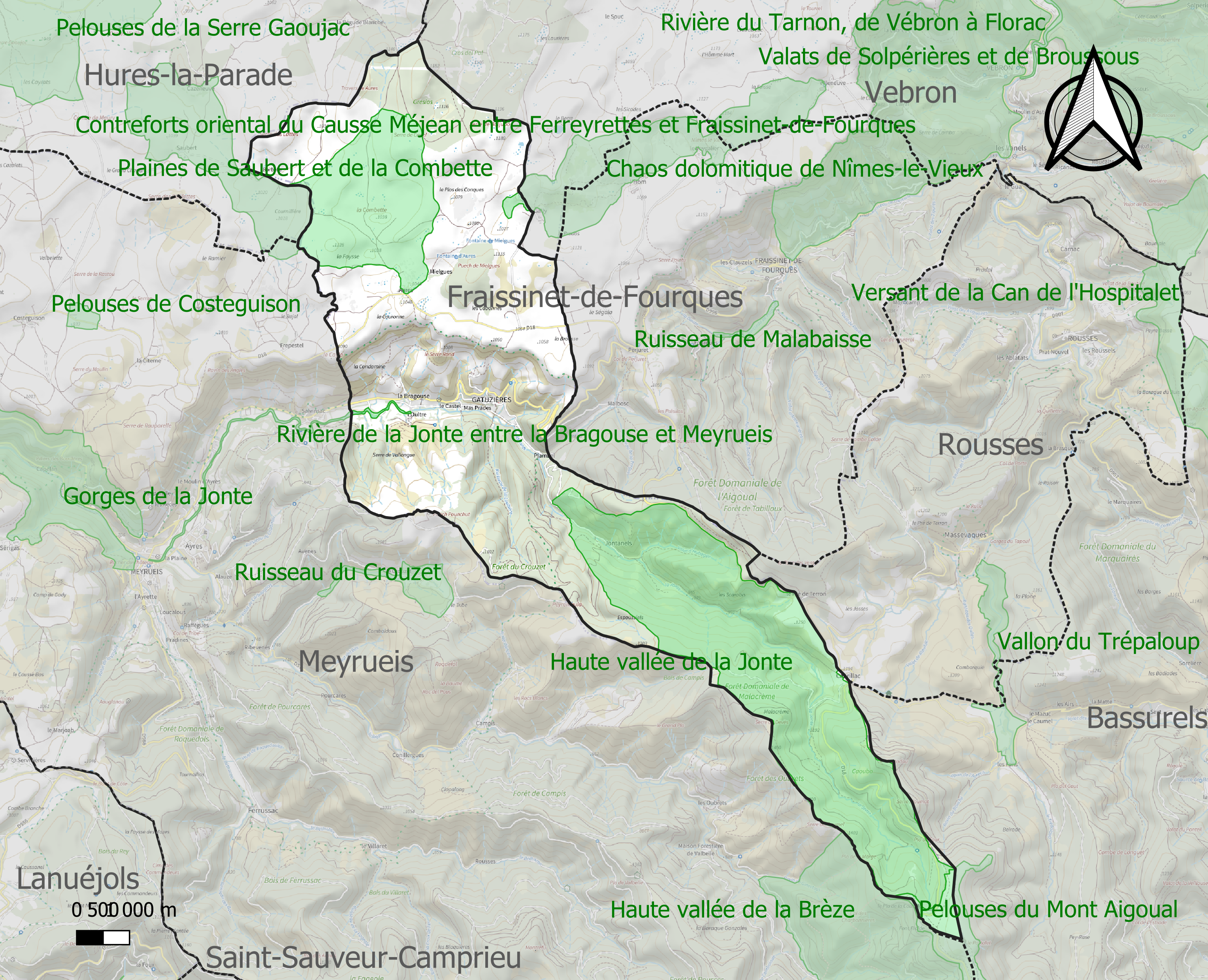
Carte des ZNIEFF de type 1 sur la commune.
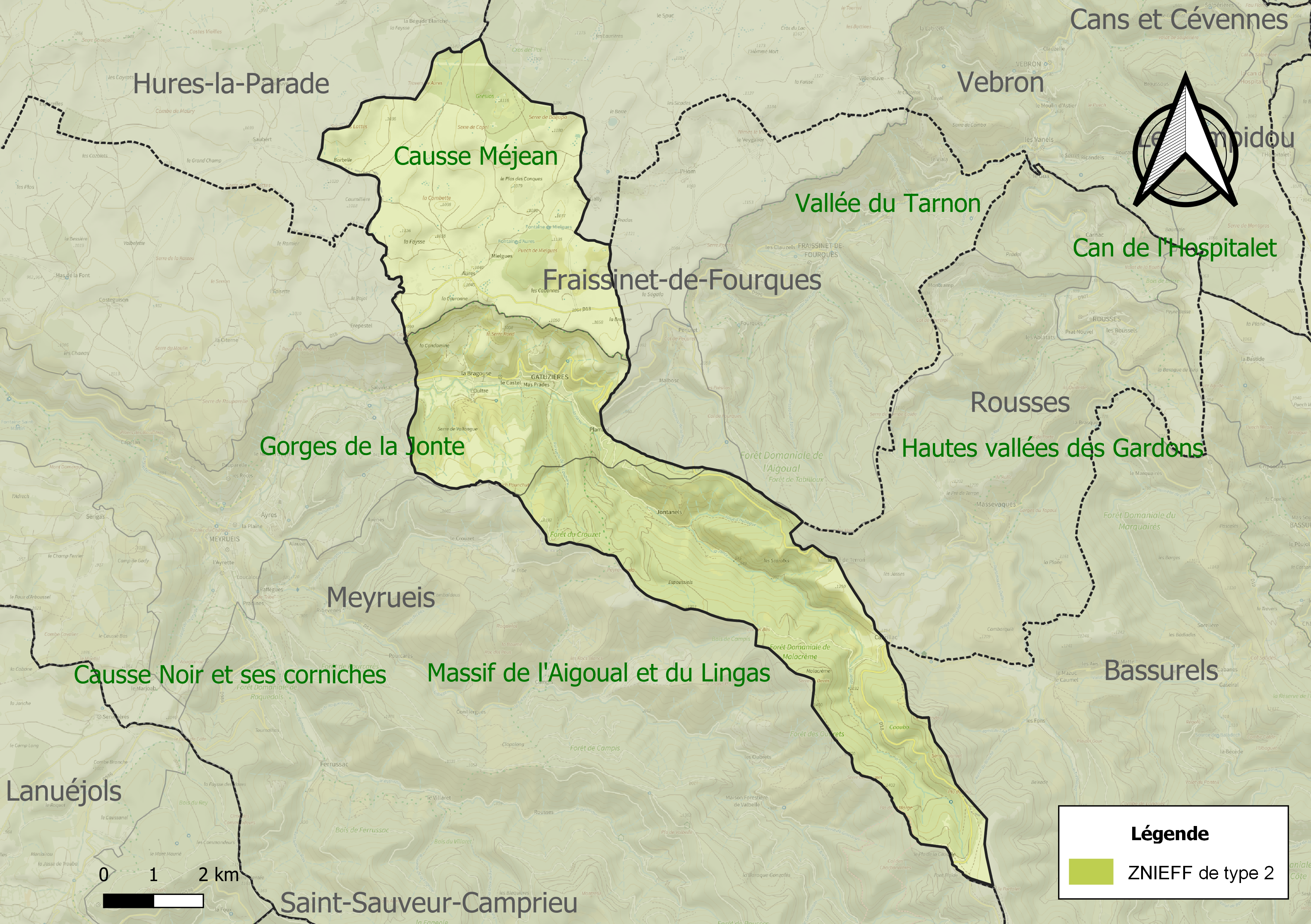
Carte des ZNIEFF de type 2 sur la commune.

## Urbanisme

### Typologie
Au 1er janvier 2024, Gatuzières est catégorisée commune rurale à habitat très dispersé, selon la nouvelle grille communale de densité à sept niveaux définie par l'Insee en 2022.
Elle est située hors unité urbaine et hors attraction des villes,.

### Occupation des sols
L'occupation des sols de la commune, telle qu'elle ressort de la base de données européenne d’occupation biophysique des sols Corine Land Cover (CLC), est marquée par l'importance des forêts et milieux semi-naturels (94,6 % en 2018), une proportion identique à celle de 1990 (94,6 %). La répartition détaillée en 2018 est la suivante : 
forêts (46,4 %), milieux à végétation arbustive et/ou herbacée (38,4 %), espaces ouverts, sans ou avec peu de végétation (9,9 %), terres arables (2,7 %), prairies (1,9 %), zones agricoles hétérogènes (0,7 %). L'évolution de l’occupation des sols de la commune et de ses infrastructures peut être observée sur les différentes représentations cartographiques du territoire : la carte de Cassini (XVIIIe siècle), la carte d'état-major (1820-1866) et les cartes ou photos aériennes de l'IGN pour la période actuelle (1950 à aujourd'hui).

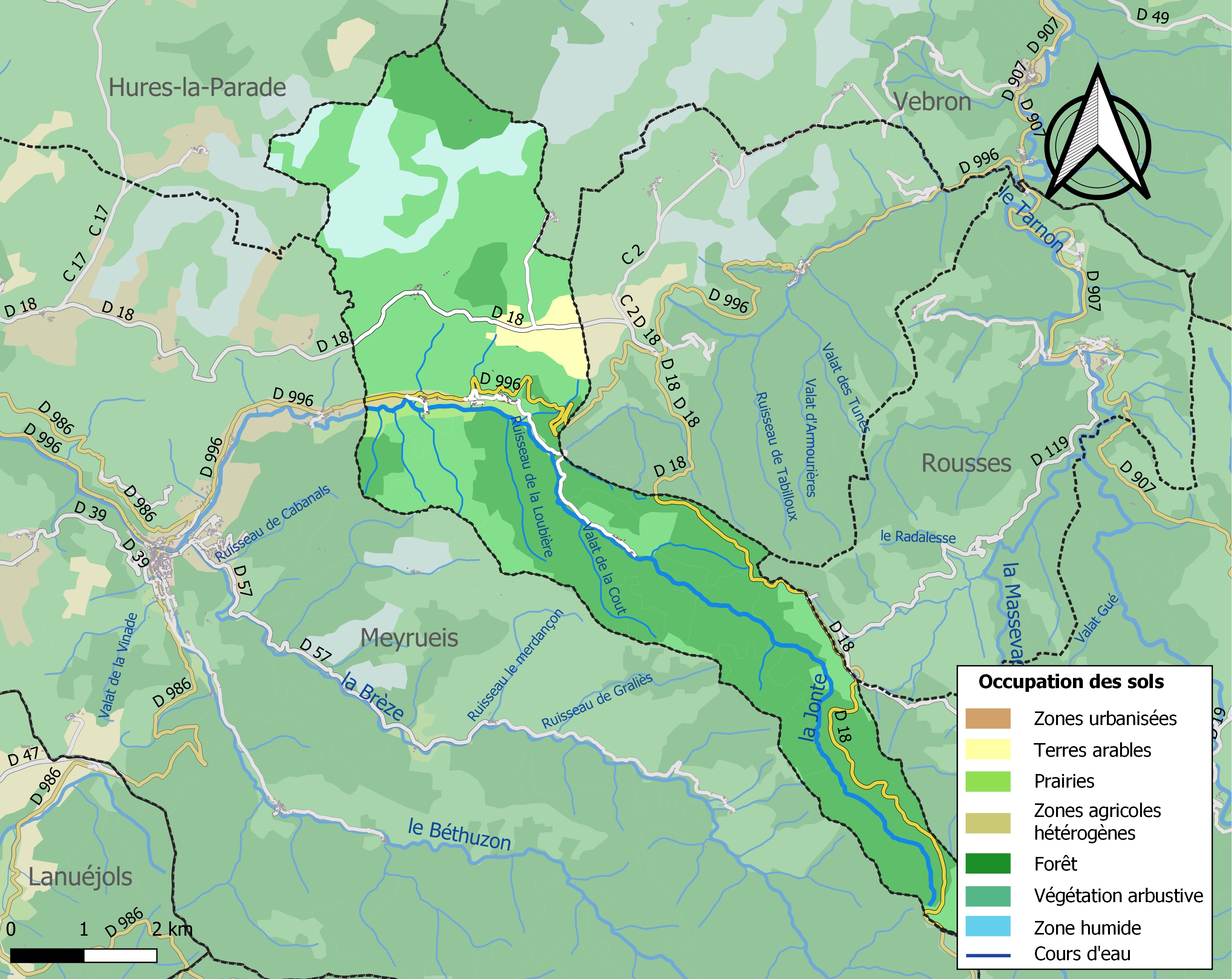
Carte des infrastructures et de l'occupation des sols de la commune en 2018 (CLC).

### Risques majeurs
Le territoire de la commune de Gatuzières est vulnérable à différents aléas naturels : météorologiques (tempête, orage, neige, grand froid, canicule ou sécheresse), inondations, feux de forêts, mouvements de terrains et séisme (sismicité faible). Il est également exposé à un risque particulier : le risque de radon. Un site publié par le BRGM permet d'évaluer simplement et rapidement les risques d'un bien localisé soit par son adresse soit par le numéro de sa parcelle.

#### Risques naturels
Certaines parties du territoire communal sont susceptibles d’être affectées par le risque d’inondation par débordement de cours d'eau, notamment la Jonte. La commune a été reconnue en état de catastrophe naturelle au titre des dommages causés par les inondations et coulées de boue survenues en 1982, 1994 et 2003,.
Gatuzières est exposée au risque de feu de forêt. Un plan départemental de protection des forêts contre les incendies (PDPFCI) a été approuvé en décembre 2014 pour la période 2014-2023. Les mesures individuelles de prévention contre les incendies sont précisées par divers arrêtés préfectoraux et s’appliquent dans les zones exposées aux incendies de forêt et à moins de 200 mètres de celles-ci. L’arrêté du 23 mars 2018, complété par un arrêté de 2020, réglemente l'emploi du feu en interdisant notamment d’apporter du feu, de fumer et de jeter des mégots de cigarette dans les espaces sensibles et sur les voies qui les traversent sous peine de sanctions. L'arrêté du 23 août 2021, abrogeant un arrêté de 2002, rend le débroussaillement obligatoire, incombant au propriétaire ou ayant droit,,.

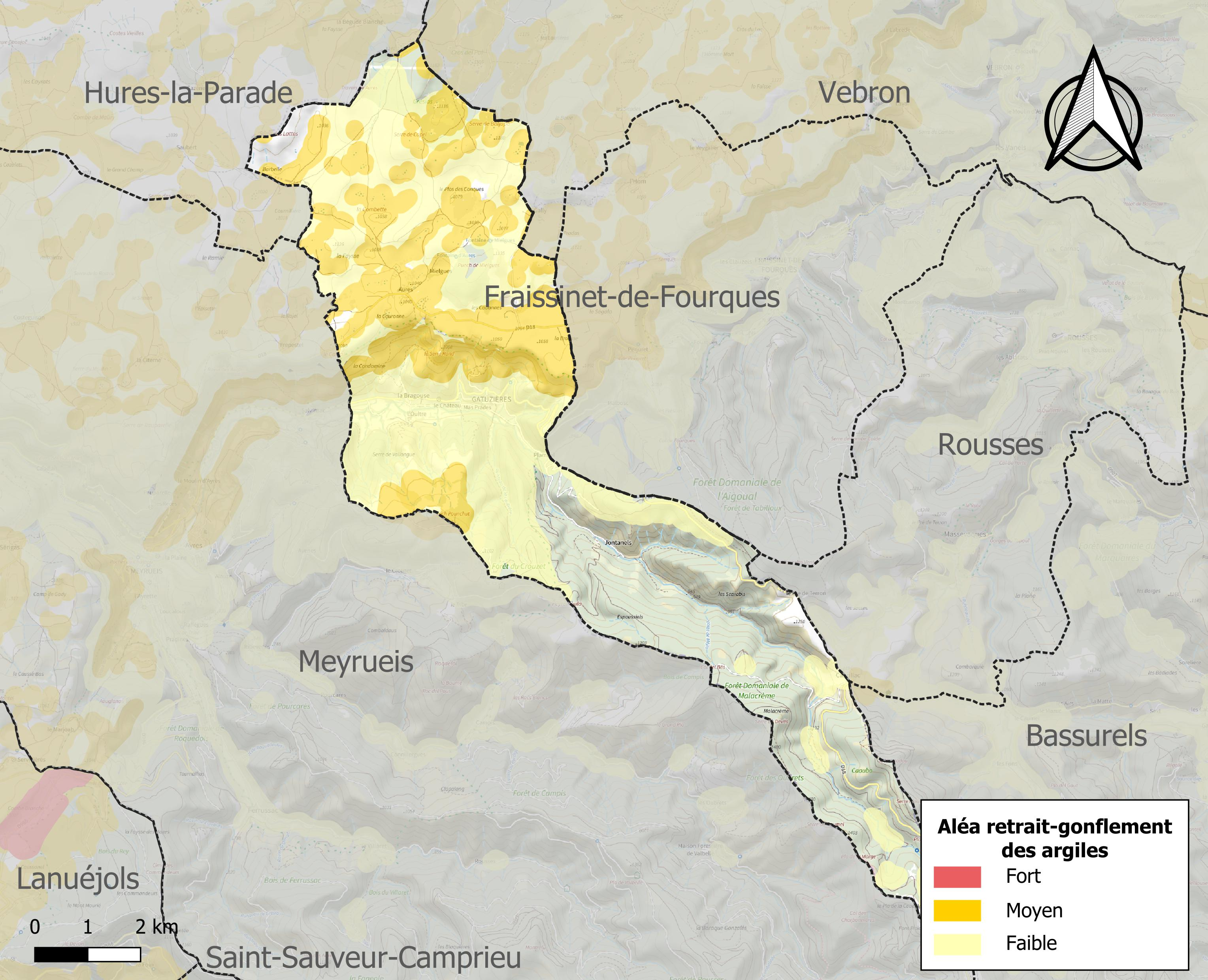
Carte des zones d'aléa retrait-gonflement des sols argileux de Gatuzières.

Les mouvements de terrains susceptibles de se produire sur la commune sont des affaissements et effondrements liés aux cavités souterraines (hors mines), des éboulements, chutes de pierres et de blocs, des glissements de terrain et des tassements différentiels. Par ailleurs, afin de mieux appréhender le risque d’affaissement de terrain, l'inventaire national des cavités souterraines permet de localiser celles situées sur la commune.
Le retrait-gonflement des sols argileux est susceptible d'engendrer des dommages importants aux bâtiments en cas d’alternance de périodes de sécheresse et de pluie. 28 % de la superficie communale est en aléa moyen ou fort (15,8 % au niveau départemental et 48,5 % au niveau national). Sur les 53 bâtiments dénombrés sur la commune en 2019, 3 sont en aléa moyen ou fort, soit 6 %, à comparer aux 14 % au niveau départemental et 54 % au niveau national. Une cartographie de l'exposition du territoire national au retrait gonflement des sols argileux est disponible sur le site du BRGM,.
Par ailleurs, afin de mieux appréhender le risque d’affaissement de terrain, l'inventaire national des cavités souterraines permet de localiser celles situées sur la commune.

#### Risque particulier
Dans plusieurs parties du territoire national, le radon, accumulé dans certains logements ou autres locaux, peut constituer une source significative d’exposition de la population aux rayonnements ionisants. Certaines communes du département sont concernées par le risque radon à un niveau plus ou moins élevé. Selon la classification de 2018, la commune de Gatuzières est classée en zone 3, à savoir zone à potentiel radon significatif.

## Politique et administration

### Découpage territorial
La commune de Gatuzières est membre de la communauté de communes Gorges Causses Cévennes, un établissement public de coopération intercommunale (EPCI) à fiscalité propre créé le 30 novembre 2016 dont le siège est à Florac Trois Rivières. Ce dernier est par ailleurs membre d'autres groupements intercommunaux.
Sur le plan administratif, elle est rattachée à l'arrondissement de Florac, à la circonscription administrative de l'État de la Lozère et à la région Occitanie.
Sur le plan électoral, elle dépend du canton de Florac Trois Rivières pour l'élection des conseillers départementaux, depuis le redécoupage cantonal de 2014 entré en vigueur en 2015, et de la circonscription de la Lozère pour les élections législatives, depuis le dernier découpage électoral de 2010.

### Liste des maires
| Période    | Période  | Identité         | Étiquette | Qualité |
| ---------- | -------- | ---------------- | --------- | ------- |
| avant 1995 | ?        | Daniel Martin    |           |         |
| 2001       | 2008     | François Arnal   | DVD       |         |
| 2008       | En cours | Michel Commandré | DVD       |         |

### Résultats des élections

#### Élections présidentielles
À l'issue du premier tour de l'élection présidentielle de 2002, 34 des 49 inscrits de la commune se sont rendus aux urnes soit un taux de participation de 69.39%. La candidate de Lutte Ouvrière, Arlette Laguiller, est arrivée en tête du premier tour avec 7 voix soit 20.59% des suffrages exprimés. Elle distançait d'une voix le candidat de CPNT, Jean Saint-Josse, et ses 17.65%. Le premier ministre socialiste Lionel Jospin a lui recueilli 5 voix, pour un total de 14.71% des voix. Le trotskiste Olivier Besancenot, le centriste François Bayrou et le président sortant Jacques Chirac arrivent quant à eux ex æquo avec 3 voix et 8.82% chacun. Le suivent ensuite le frontiste Jean-Marie Le Pen et l'écologiste Noël Mamère avec 2 voix et 5.88%. Corinne Lepage, Robert Hue et Jean-Pierre Chevènement n'obtiennent qu'une seule voix dans la commune, pour un total de 2.94%. Bruno Mégret, Daniel Gluckstein, Christiane Taubira, Christine Boutin et Alain Madelin n'obtiennent aucune voix. Il n'y a ni vote blanc, ni vote nul.
Au second tour, le taux de participation grimpe à 89.80% avec seulement 5 abstentionnistes sur 49 inscrits. Jacques Chirac réalise un meilleur score à Gatuzières qu'à l'échelle nationale en obtenant 94.44% des suffrages exprimés (34 voix) contre 5.56% pour Jean-Marie Le Pen (2 voix). 8 votes blancs ou nuls sont recensés soit 18.18% des bulletins totaux.
À l'issue du premier tour de l'élection présidentielle de 2007, 39 des 43 inscrits de la commune se sont rendus aux urnes soit un taux de participation de 90.70%. La candidate socialiste, Ségolène Royal, est arrivée largement en tête du premier tour avec 16 voix soit 42.11% des suffrages exprimés. Elle distançait de 8 voix le centriste, François Bayrou, et ses 21.05%. Le trotskiste Olivier Besancenot et le président de l'UMP, Nicolas Sarkozy, arrivent quant à eux ex æquo avec 4 voix et 10.53% chacun. Ils devançaient d'une voix le candidat de CPNT, Frédéric Nihous, qui obtenait 3 voix et 7.89%. Marie-George Buffet, Dominique Voynet et Jean-Marie Le Pen n'obtiennent qu'une seule voix dans la commune, pour un total de 2.63%. Gérard Schivardi, José Bové, Philippe de Villiers et Arlette Laguiller n'obtiennent aucune voix. On ne recense qu'un vote blanc ou nul (2.56% des bulletins totaux).
Au second tour, le taux de participation grimpe à 93.02% avec seulement 3 abstentionnistes sur 43 inscrits. Ségolène Royal remporte également les faveurs des électeurs de Gatuzières au second tour en obtenant 63.16% des suffrages exprimés (24 voix) contre 36.84% (14 voix) pour Nicolas Sarkozy. 2 votes blancs ou nuls sont recensés soit 5% des bulletins totaux.
À l'issue du premier tour de l'élection présidentielle de 2012, 43 des 49 inscrits de la commune se sont rendus aux urnes soit un taux de participation de 87.76%. Au premier tour, les électeurs de Gatuzières placent Jean-Luc Mélenchon, le candidat du Parti de gauche, en tête du scrutin avec 13 voix soit 31.71% des suffrages exprimés. Il distançait de 5 voix la frontiste, Marine Le Pen, et ses 19.51%. Le candidat socialiste, François Hollande, arrive troisième avec 7 voix soit 17.07%. Le président sortant Nicolas Sarkozy arrive quant à lui quatrième avec 5 voix et 12.20%. Il devançait d'une voix le centriste François Bayrou qui obtenait 3 voix et 9.76%. Eva Joly et Jacques Cheminade n'obtiennent que deux voix chacun dans la commune, pour un total de 4.88%. Philippe Poutou, Nathalie Arthaud et Nicolas Dupont-Aignan n'obtiennent aucune voix. On ne recense que deux votes blanc ou nuls (4.65% des bulletins totaux).
Au second tour, le taux de participation grimpe à 89.80% avec seulement 5 abstentionnistes sur 49 inscrits. François Hollande obtient les faveurs des électeurs de Gatuzières au second tour en obtenant 72.97% des suffrages exprimés (27 voix) contre 27.03% (10 voix) pour Nicolas Sarkozy. 7 votes blancs ou nuls sont recensés soit 15.91% des bulletins totaux.
À l'issue du premier tour de l'élection présidentielle de 2017, 40 des 48 inscrits de la commune se sont rendus aux urnes soit un taux de participation de 83.33%. Au premier tour, les électeurs de Gatuzières placent Jean-Luc Mélenchon, le candidat de La France Insoumise, en tête du scrutin avec 20 voix soit 50% des suffrages exprimés. Il distançait de 14 voix l'ancien premier ministre François Fillon, et ses 15%. Le marcheur Emmanuel Macron, arrive troisième avec 5 voix soit 12.50%. La frontiste Marine Le Pen arrive quant à elle quatrième avec 4 voix et 10%. Elle devançait d'une voix le ruraliste Jean Lassalle qui obtenait 3 voix et 7.50%. Benoît Hamon et François Asselineau n'obtiennent qu'une voix chacun dans la commune, pour un total de 2.50%. Philippe Poutou, Nathalie Arthaud, Jacques Cheminade et Nicolas Dupont-Aignan n'obtiennent aucune voix. Il n'y a ni vote blanc, ni vote nul.
Au second tour, le taux de participation grimpe à 87.50% avec seulement 6 abstentionnistes sur 48 inscrits. Emmanuel Macron obtient les faveurs des électeurs de Gatuzières au second tour en obtenant 66.67% des suffrages exprimés (18 voix) contre 33.33% (9 voix) pour Marine Le Pen. 15 votes blancs sont recensés soit 35.71% des bulletins totaux.
À l'issue du premier tour de l'élection présidentielle de 2022, 41 des 47 inscrits de la commune se sont rendus aux urnes soit un taux de participation de 87.23%. Au premier tour, les électeurs de Gatuzières placent pour la troisième fois consécutive Jean-Luc Mélenchon, le candidat de La France Insoumise, en tête du scrutin avec 21 voix soit 51.22% des suffrages exprimés. Il distançait de 16 voix le ruraliste Jean Lassalle qui obtenait 5 voix et 12.20%. Le président sortant, Emmanuel Macron, arrive troisième avec 4 voix soit 9.76%, ex æquo avec le souverainiste Nicolas Dupont-Aignan. Le communiste Fabien Roussel occupe la cinquième place en obtenant 3 voix, soit 7.32% des suffrages exprimés. La frontiste Marine Le Pen arrive quant à elle sixième avec 2 voix et 4.88%, ex æquo avec la candidate LR, Valérie Pécresse. Philippe Poutou, Nathalie Arthaud, Éric Zemmour, Anne Hidalgo et Yannick Jadot n'obtiennent aucune voix. Il n'y a ni vote blanc, ni vote nul.

## Démographie
L'évolution du nombre d'habitants est connue à travers les recensements de la population effectués dans la commune depuis 1793. Pour les communes de moins de 10 000 habitants, une enquête de recensement portant sur toute la population est réalisée tous les cinq ans, les populations de référence des années intermédiaires étant quant à elles estimées par interpolation ou extrapolation. Pour la commune, le premier recensement exhaustif entrant dans le cadre du nouveau dispositif a été réalisé en 2008.

En 2022, la commune comptait 52 habitants, en évolution de −10,34 % par rapport à 2016 (Lozère : +0,11 %, France hors Mayotte : +2,11 %).
| 1793 | 1800 | 1806 | 1821 | 1831 | 1836 | 1841 | 1846 | 1851 |
| ---- | ---- | ---- | ---- | ---- | ---- | ---- | ---- | ---- |
| 252  | 233  | 240  | 286  | 271  | 302  | 290  | 292  | 272  |

| 1856 | 1861 | 1866 | 1872 | 1876 | 1881 | 1886 | 1891 | 1896 |
| ---- | ---- | ---- | ---- | ---- | ---- | ---- | ---- | ---- |
| 294  | 291  | 273  | 256  | 259  | 215  | 197  | 179  | 181  |

| 1901 | 1906 | 1911 | 1921 | 1926 | 1931 | 1936 | 1946 | 1954 |
| ---- | ---- | ---- | ---- | ---- | ---- | ---- | ---- | ---- |
| 173  | 177  | 169  | 149  | 141  | 139  | 127  | 98   | 85   |

| 1962 | 1968 | 1975 | 1982 | 1990 | 1999 | 2006 | 2008 | 2013 |
| ---- | ---- | ---- | ---- | ---- | ---- | ---- | ---- | ---- |
| 84   | 65   | 45   | 44   | 42   | 55   | 46   | 43   | 57   |

| 2018 | 2022 | - | - | - | - | - | - | - |
| ---- | ---- | - | - | - | - | - | - | - |
| 53   | 52   | - | - | - | - | - | - | - |

## Économie

### Emploi
|                | 2008  | 2013   | 2018  |
| -------------- | ----- | ------ | ----- |
| Commune        | 6,3 % | 11,1 % | 7,7 % |
| Département    | 5 %   | 6,4 %  | 7,1 % |
| France entière | 8,3 % | 10 %   | 10 %  |

En 2018, la population âgée de 15 à 64 ans s'élève à 26 personnes, parmi lesquelles on compte 80,8 % d'actifs (73,1 % ayant un emploi et 7,7 % de chômeurs) et 19,2 % d'inactifs,. Depuis 2008, le taux de chômage communal (au sens du recensement) des 15-64 ans est supérieur à celui du département, mais inférieur à celui de la France.
La commune est hors attraction des villes,. Elle compte 11 emplois en 2018, contre 11 en 2013 et 6 en 2008. Le nombre d'actifs ayant un emploi résidant dans la commune est de 20, soit un indicateur de concentration d'emploi de 55,5 % et un taux d'activité parmi les 15 ans ou plus de 55 %.
Sur ces 20 actifs de 15 ans ou plus ayant un emploi, 7 travaillent dans la commune, soit 35 % des habitants. Pour se rendre au travail, 80 % des habitants utilisent un véhicule personnel ou de fonction à quatre roues, 15 % s'y rendent en deux-roues, à vélo ou à pied et 5 % n'ont pas besoin de transport (travail au domicile).

## Culture locale et patrimoine

### Lieux et monuments
- Église Notre-Dame-de-l'Assomption de Gatuzières.
- Temple de l'Église réformée de Gatuzières.

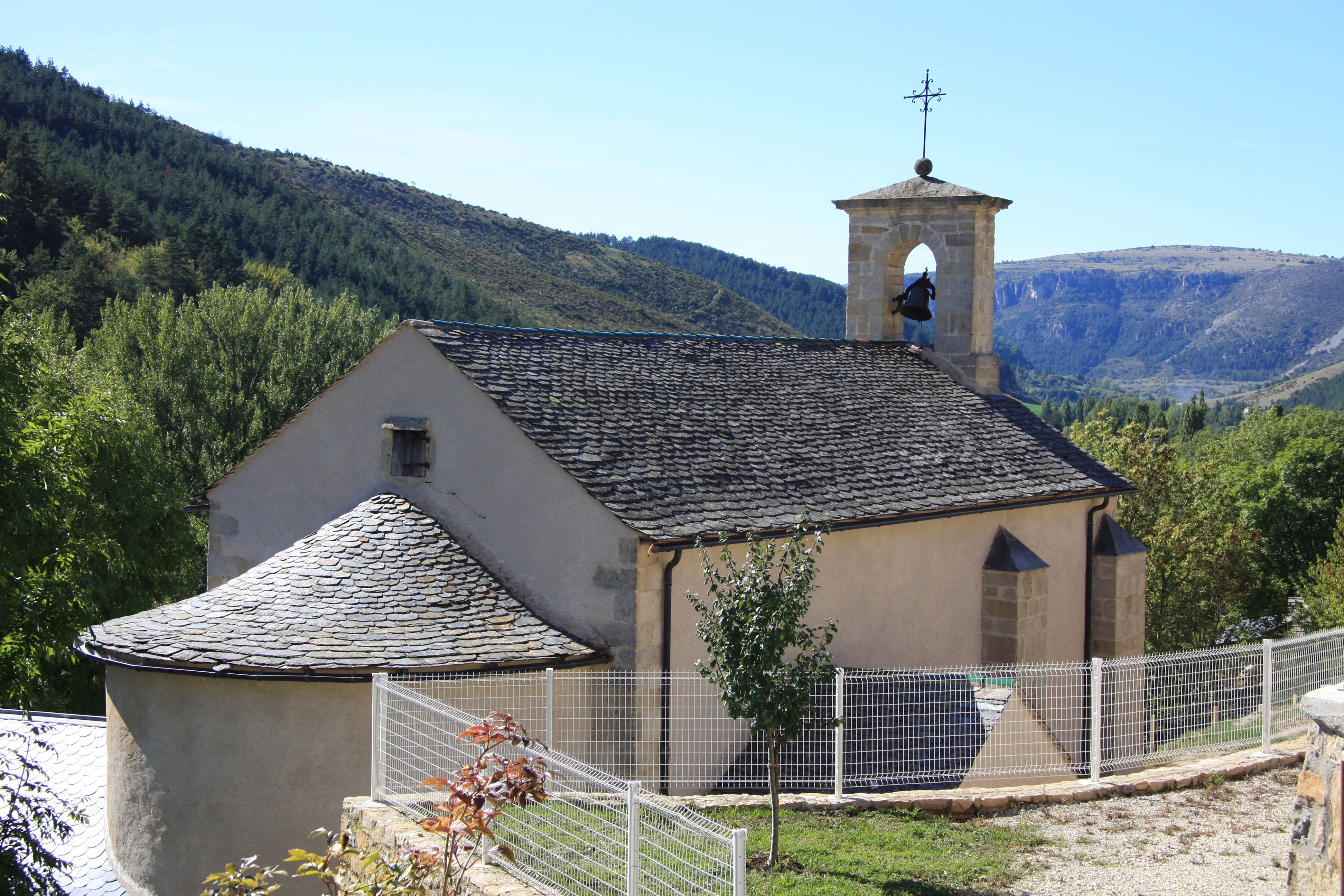
Église Notre-Dame-de-l'Assomption.
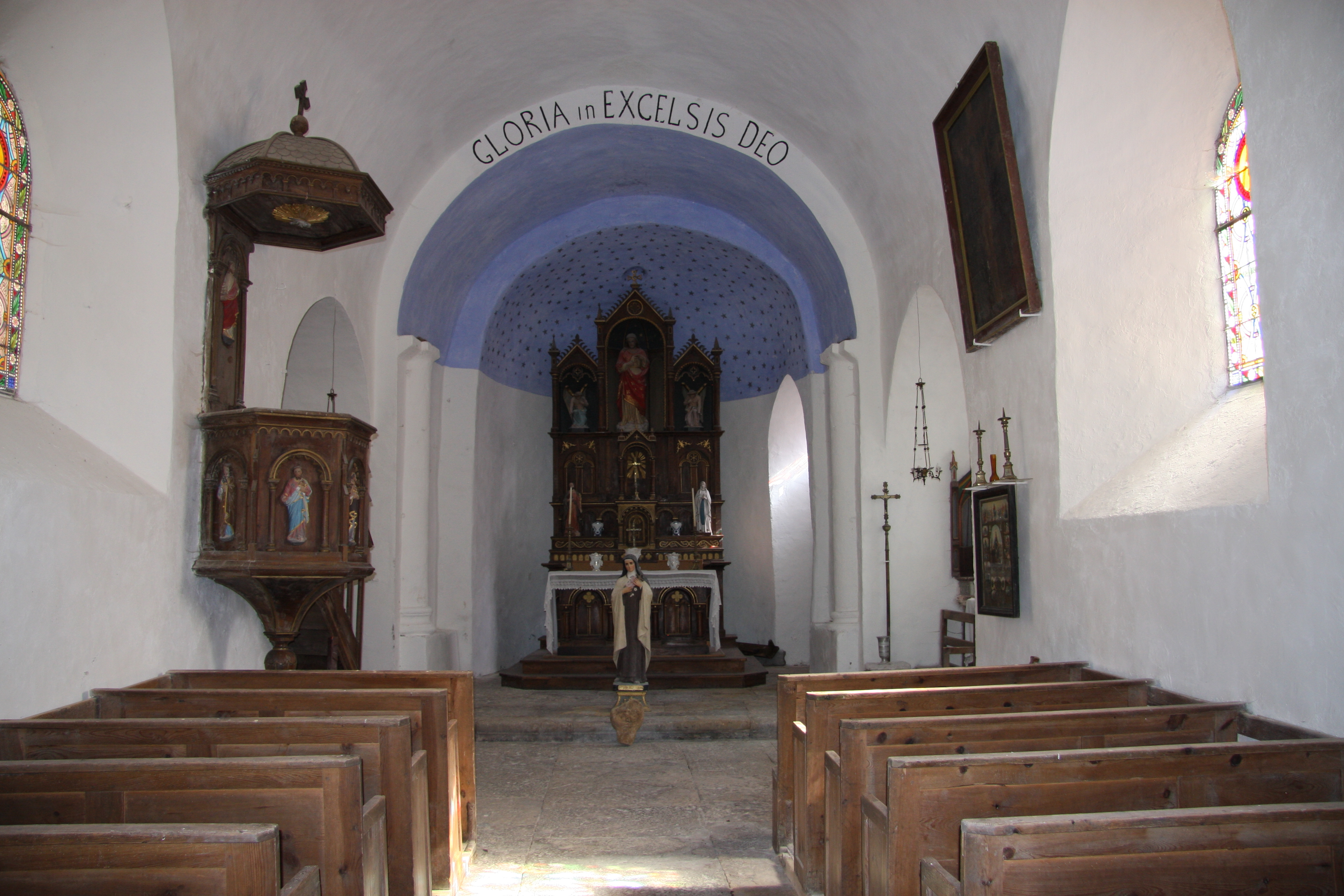
Intérieur de l'église priorale Notre-Dame.
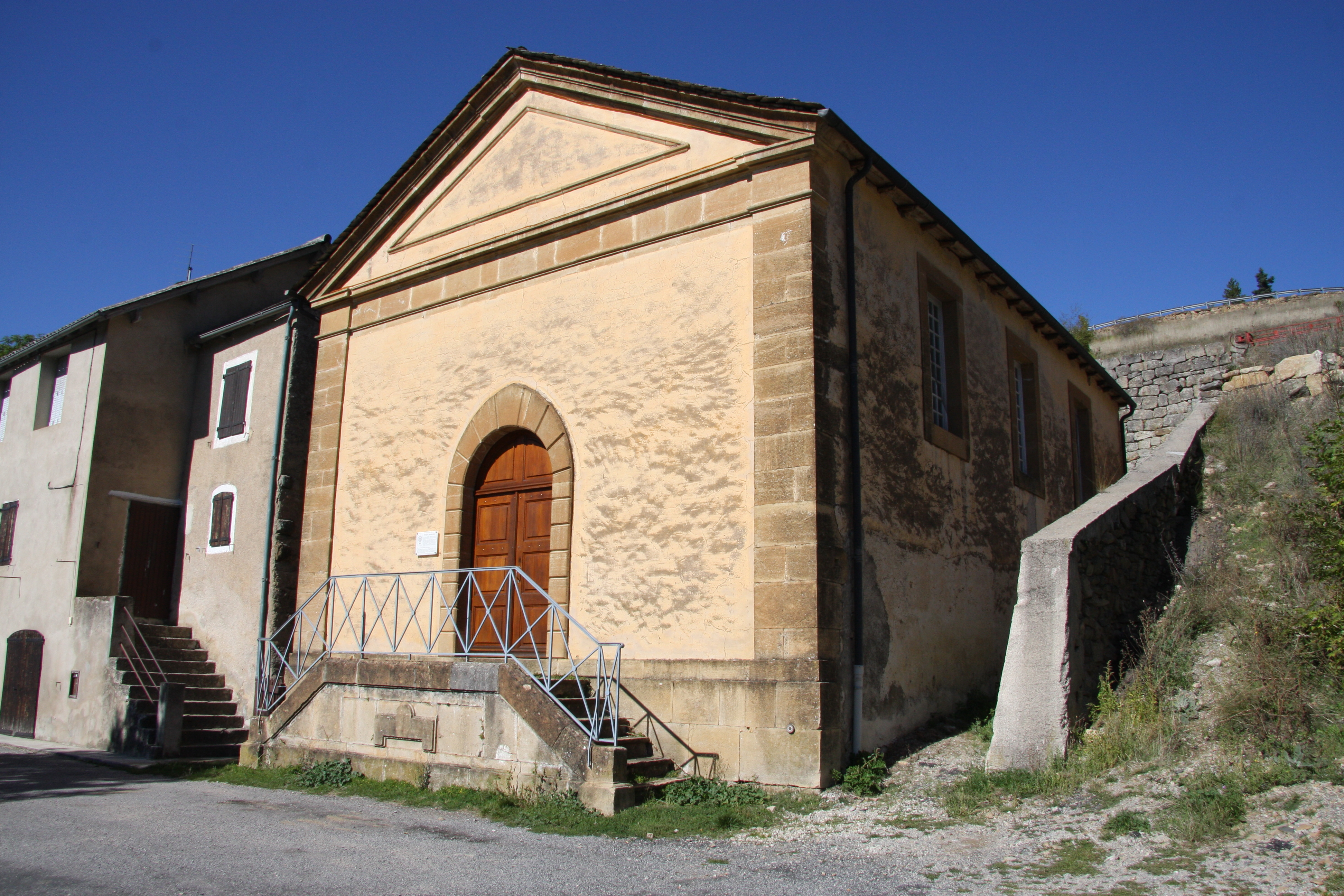
Temple de l’Église réformée.

### Héraldique
| Gatuzières | Le blasonnement de Gatuzières est : de gueules aux trois lionceaux d'or. |